# Campeonato Alagoano de Futebol de 2012
O Campeonato Alagoano de Futebol de 2012 foi a 82º edição do campeonato profissional de clubes de futebol do estado de Alagoas. Se iniciou no dia 14 de janeiro de 2012 e se estendeu até 12 de maio de 2012, reunindo dez equipes. O campeão e o vice-campeão disputaram a Copa do Brasil de 2013 e o Campeonato do Nordeste de 2013.

## Regulamento
O campeonato está dividido em dois turnos, no primeiro e no segundo turnos, os dez times se enfrentam em nove rodadas, os quatro mais bem classificados fazem a semifinal (o 1° colocado enfrenta o 4°, o 2° colocado enfrenta o 3°), quem vencer faz a final. Os dois times mais bem colocados na classificação geral, soma dos pontos acumulados no primeiro e segundo turno, que não tiverem vaga garantida nas séries A, B e C do Campeonato Brasileiro, se classificam à Série D, os dois últimos colocados são rebaixados à Segunda Divisão do Campeonato Alagoano.

## Participantes
| Equipe        | Cidade                 | Em 2011              | Estádio             | Capacidade | Títulos (mais recente) |
| ------------- | ---------------------- | -------------------- | ------------------- | ---------- | ---------------------- |
| ASA           | Arapiraca              | 1º (1ª Divisão 2011) | Coaracy da Mata     | 7 500      | 7 (último em 2011)     |
| CEO           | Olho d'Água das Flores | 1º (2ª divisão 2011) | Edson Matias        | 10 000     | 0 (não possui)         |
| Corinthians   | Pilar                  | 4º (1ª Divisão 2011) | Dr Rubens Canuto    | 5 000      | 1 (em 2004)            |
| Coruripe      | Coruripe               | 2º (1ª Divisão 2011) | Gerson Amaral       | 7 000      | 2 (último em 2007)     |
| CRB           | Maceió                 | 6º (1ª Divisão 2011) | Rei Pelé            | 20 801     | 30 (último em 2017)    |
| CSA           | Maceió                 | 8º (1ª Divisão 2011) | Rei Pelé            | 20 801     | 37 (último em 2008)    |
| CSE           | Palmeira dos Índios    | 7º (1ª Divisão 2011) | Juca Sampaio        | 5 000      | 0 (não possui)         |
| Murici        | Murici                 | 3º (1ª Divisão 2011) | José Gomes da Costa | 3 000      | 1 (em 2010)            |
| Penedense     | Penedo                 | 2º (2ª divisão 2011) | Alfredo Leahy       | 6 000      | 0 (não possui)         |
| Sport Atalaia | Atalaia                | 5º (1ª Divisão 2011) | Luís Pontes         | 6 000      | 0 (não possui)         |

## Primeira Fase

### Classificação
| 1  | CRB           | 19 | 9 | 6 | 1 | 2 | 12 | 4  | 8   |
| 2  | Corinthians   | 16 | 9 | 5 | 1 | 3 | 24 | 17 | 7   |
| 3  | ASA           | 15 | 9 | 4 | 3 | 2 | 10 | 10 | 0   |
| 4  | Murici        | 14 | 9 | 4 | 2 | 3 | 15 | 11 | 4   |
| 5  | CSA           | 14 | 9 | 4 | 2 | 3 | 11 | 7  | 4   |
| 6  | Sport Atalaia | 11 | 9 | 3 | 2 | 4 | 14 | 14 | 0   |
| 7  | CSE           | 10 | 9 | 3 | 1 | 5 | 14 | 16 | -2  |
| 8  | Coruripe      | 10 | 9 | 2 | 4 | 3 | 11 | 13 | -2  |
| 9  | Penedense     | 8  | 9 | 2 | 2 | 5 | 9  | 16 | -7  |
| 10 | CEO           | 8  | 9 | 2 | 2 | 5 | 11 | 23 | -12 |

|  |                                   |
|  | Zona de classificação Semi-Final. |

#### Semifinal

##### Jogos de Ida
| 15 de fevereiro | Murici          | 1 – 1 | CRB        | José Gomes, Murici |
| 20:00           | Alex Murici 34' |       | 29' Filipe |                    |

| 16 de fevereiro | ASA                                                       | 5 – 0 | Corinthians | Coaracy da Mata, Arapiraca |
| 20:00           | Valdivia 25' · Lúcio Maranhão 50', 61' , 74' · Didira 73' |       |             |                            |

##### Jogos de Volta
| 25 de fevereiro | Corinthians | 1 – 1 | ASA        | Dr Rubens Canuto, Pilar |
| 14:30           | Fabiano 43' |       | 31' Didira |                         |

| 26 de fevereiro | CRB                          | 5 – 0 | Murici | Rei Pelé, Maceió |
| 16:00           | Rodrigo Dantas 3' · Rodrigão |       |        |                  |

#### Final

##### Jogo de Ida
| 29 de fevereiro | ASA                              | 2 – 2 | CRB                          | Coaracy da Mata, Arapiraca |
| 21:00           | Gabriel 64' · Lúcio Maranhão 86' |       | 45+1' Jadílson · 67' Elsinho |                            |

##### Jogo de Volta
| 4 de março | CRB                | 2 – 2 | ASA                              | Rei Pelé, Maceió |
| 16:00      | Geovani 83', 108', |       | 31' Lúcio Maranhão · 93' Audálio |                  |

|                                                 |       | Penalidades                             |  |
| Aloísio Pereira Geovani Rodrigão Rodrigo Dantas | 4 – 2 | Lúcio Maranhão Gabriel Fabiano Jorginho |  |

## Segunda Fase

### Classificação
| 1  | CSA           | 22 | 9 | 7 | 1 | 1 | 22 | 8  | 14 |
| 2  | ASA           | 19 | 9 | 6 | 1 | 2 | 20 | 11 | 9  |
| 3  | CSE           | 12 | 9 | 3 | 3 | 3 | 18 | 14 | 4  |
| 4  | Sport Atalaia | 12 | 9 | 3 | 3 | 3 | 13 | 14 | -1 |
| 5  | CRB           | 11 | 9 | 3 | 2 | 4 | 17 | 17 | 0  |
| 6  | CEO           | 11 | 9 | 3 | 2 | 4 | 12 | 19 | -7 |
| 7  | Murici        | 10 | 9 | 2 | 4 | 3 | 10 | 12 | -2 |
| 8  | Corinthians   | 10 | 9 | 2 | 4 | 3 | 11 | 14 | -3 |
| 9  | Penedense     | 9  | 9 | 2 | 3 | 4 | 12 | 19 | -7 |
| 10 | Coruripe      | 7  | 9 | 2 | 1 | 6 | 6  | 13 | -7 |

|  |                                   |
|  | Zona de classificação Semi-Final. |

#### Semifinal

##### Jogos de Ida
| 25 de abril | Sport Atalaia | 0 – 0 | CSA | Luís Pontes, Atalaia |
| 15:15       |               |       |     |                      |

| 25 de abril | CSE               | 2 – 2 | ASA                      | Juca Sampaio, Palmeira dos Índios |
| 20:30       | Peixinho 10', 66' |       | 02' Gaúcho · 76' Gabriel |                                   |

##### Jogos de Volta
| 28 de abril | CSA                                          | 3 – 2 | Sport Atalaia       | Rei Pelé, Maceió |
| 17:00       | Cleberson 15' · Jucemar 38' · Washington 66' |       | 58', 90+3' Da Silva |                  |

| 28 de abril | ASA                                                    | 4 - 1 | CSE              | Coaracy da Mata, Arapiraca |
| 15:30       | Henry 32' · Audálio 57' · Lúcio Maranhão 61' · Cal 68' |       | 09' Paulo Victor |                            |

#### Final

##### Jogo de Ida
| 01 de maio | ASA                     | 2 - 0 | CSA | Coaracy da Mata, Arapiraca |
| 16:00      | Lúcio Maranhão 19', 84' |       |     |                            |

##### Jogo de Volta
| 05 de maio | CSA | 0 - 0 | ASA | Rei Pelé, Maceió |
| 15:15      |     |       |     |                  |

## Super Final

### Jogo de Ida
| 9 de maio | CRB                         | 2 - 1 | ASA                | Rei Pelé, Maceió |
|           | Geovani 12' · Wanderley 90' |       | 12' Lúcio Maranhão |                  |

### Jogo de Volta
| 12 de maio | ASA | 0 - 0 | CRB | Coaracy da Mata, Arapiraca |
| 16:00      |     |       |     |                            |

## Classificação Geral
| 1  | CRB [a]       | 40 | 24 | 11 | 7  | 6 | 40 | 26 | 14  |
| 2  | ASA [a]       | 49 | 28 | 13 | 10 | 5 | 49 | 31 | 18  |
| 3  | CSA           | 41 | 22 | 12 | 5  | 5 | 36 | 19 | 17  |
| 4  | Corinthians   | 27 | 20 | 7  | 6  | 7 | 36 | 37 | -1  |
| 5  | Murici        | 25 | 20 | 6  | 7  | 7 | 26 | 29 | -3  |
| 6  | Sport Atalaia | 24 | 20 | 6  | 6  | 8 | 29 | 31 | -2  |
| 7  | CSE           | 23 | 20 | 6  | 5  | 9 | 35 | 36 | -1  |
| 8  | CEO           | 19 | 18 | 5  | 4  | 9 | 23 | 42 | -19 |
| 9  | Coruripe      | 17 | 18 | 4  | 5  | 9 | 17 | 26 | -9  |
| 10 | Penedense     | 17 | 18 | 4  | 5  | 9 | 21 | 35 | -14 |

- a. ^ ASA e CRB participam do Brasileirão 2012 - Série B

## Premiação
| Campeonato Alagoano de 2012 |
| Bandeira de Maceió          |
| --------------------------- |
| CRB Campeão (26° título)    |